# Chloe Esposito
Chloe Esposito (Camden, 19 de setembro de 1991) é uma atiradora e pentatleta australiana, campeã olímpica.

## Carreira
Competiu internacionalmente pela primeira vez nos Jogos da Juventude da Commonwealth em 2008, com 17 anos, na pistola de ar 10 m. No mesmo ano, tentou representar a Austrália no pentatlo moderno, esporte que praticava conjuntamente com o tiro, em Pequim 2008, sendo a mais nova atleta da equipe australiana a disputar o Campeonato da Oceania, mas não obteve sucesso. Quatro anos depois, foi selecionada para competir em Londres 2012, depois de atingir a 11ª posição no ranking mundial da União Internacional de Pentatlo Moderno. Em Londres, ficou na sétima posição, a melhor colocação de um australiano no pentatlo moderno em Jogos Olímpicos desde Tóquio 1964, quando o esporte era apenas masculino. A façanha, tendo Esposito apenas 20 anos, fez com que a família se mudasse para Budapeste, na Hungria, centro de excelência de esgrima no pentatlo moderno, para desenvolver melhor suas habilidades na modalidade, seu ponto mais fraco.
Em seus segundos Jogos, Rio 2016, conquistou a medalha de ouro ao vencer a competição com 1372 pontos, novo recorde olímpico, à frente da francesa Élodie Clouvel. Ela chegou para o combinado final muito atrás das líderes, depois de ser 13ª na esgrima, sétima nos 200 m nado livre e 19ª no hipismo, o que lhe fez entrar para a etapa final chamada de "combinado" (tiro e corrida) em sétimo lugar e 45 segundos atrás da até então primeira colocada, a polonesa Oktawia Nowacka, que ficou com a medalha de bronze. Mas uma pontaria perfeita no tiro, onde errou apenas um deles e fez uso de um seus pontos mais fortes, a corrida, lhe deram a vitória inesperada e o título de campeã olímpica.
Seu pai e técnico, Daniel Esposito, competiu no pentatlo moderno nos Jogos Olímpicos de Los Angeles, em 1984.
Depois de um ano afastada das competições e do esporte, Esposito retornou em 2018 e venceu pela primeira vez uma etapa da Copa do Mundo em Kecskemét, na Hungria, e depois a final realizada em Astana, no Cazaquistão, terminado o ano como a número dois do mundo.
Em janeiro de 2020, Esposito anunciou estar "inesperadamente grávida" e com isso não participaria dos Jogos de Tóquio 2020. Porém, com o adiamento para 2021 dos Jogos devido à pandemia de Covid-19 e o nascimento de seu primeiro filho em julho de 2020, a um ano da nova data do evento, ela acredita que ainda tenha chances de poder defender seu título no Japão, quando seus planos após a descoberta da gravidez seriam apenas de um retorno em Paris 2024.